# Jaxson Hayes

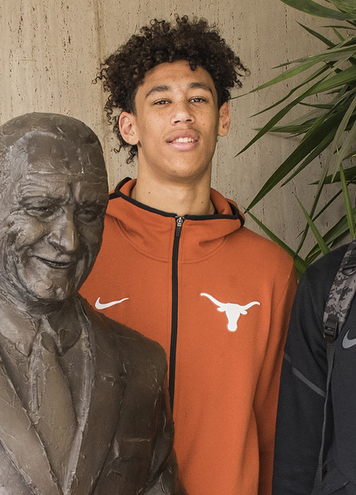
Jaxson Hayes stående bredvid en staty av USA:s 36:e president Lyndon B. Johnson (D), 2018.

Jaxson Reed Hayes, född 23 maj 2000 i Norman i Oklahoma, är en amerikansk professionell basketspelare (C/PF) som spelar för Los Angeles Lakers i National Basketball Association (NBA). Han har tidigare spelat för New Orleans Pelicans.
Hayes draftades av Atlanta Hawks i första rundan i 2019 års draft som åttonde spelare totalt.
Innan han blev proffs studerade Hayes vid University of Texas at Austin och spelade för deras idrottsförening Texas Longhorns.